# Magda Herzberger
Magda Mozes Herzberger (* 20. Februar 1926 in Cluj, Rumänien unter dem Namen Magdalena Mozes; auch Magda Moses Herzberger; † 23. April 2021) war eine Autorin, Dichterin, Dozentin und Komponistin sowie Überlebende der Konzentrationslager Auschwitz, Bremen und Bergen-Belsen. Ihr Buch Survival ist ein Bericht über ihr frühes Leben, ihre Zeit in den Lagern, ihre Befreiung und ihr Wiedersehen mit ihrer Mutter.

## Leben

### Frühes Leben
Herzberger wurde in Nordsiebenbürgen unter dem Namen Magdalena Mozes geboren, dem heutigen Rumänien. Sie ist ein Einzelkind ihrer Mutter Serena Daszkal und ihres Vaters Herman Mozes. Obwohl sie ein Einzelkind ist, wuchs sie in Begleitung vieler Cousins auf. Sie verlor 80 Prozent ihrer Familie durch die deutschen Konzentrationslager. Einschließlich ihres Vaters, der in Dachau getötet wurde. Ihre Mutter hat – wie sie auch – den Holocaust überlebt. Nach dem Zweiten Weltkrieg wurden die beiden wieder vereint. Ihre Mutter Serena Daszkal starb 1994 im Alter von 93 Jahren.
Im Alter von 18 Jahren verbrachte Herzberger 6 Wochen im Konzentrationslager Auschwitz. Später wurde sie nach Bremen versetzt, um Zwangsarbeit zu leisten, während die Stadt von den alliierten Truppen bombardiert wurde. Im März 1945 wurde sie ins Konzentrationslager Bergen-Belsen verlegt. Sie erhielt die Aufgabe, die Leichen zu entsorgen, die sich in den Baracken ansammeln würden. Vor Erschöpfung zusammengebrochen, wurde Herzberger von einem befreienden britischen Soldaten unter den Leichen kaum lebendig gefunden.
Ende 1945 kehrte sie in ihre Heimatstadt Cluj zurück. Sie absolvierte ihren Bachelor-Abschluss in Naturwissenschaften und begann dann an der King Ferdinand Medical School, wo sie ihren Mann traf. Aus Angst vor kommunistischen Kräften in der Region beschlossen sie, nach Israel zu fliehen. Ihr Schiff wurde jedoch von den Briten in der Ägäis erobert. Sie wurden nach Zypern gebracht und in einem Gefangenenlager festgehalten, bis sie 1949 nach Israel einreisen durften.

### Später in ihrem Leben
Magda Herzberger war mit Eugene Herzberger verheiratet, einem Neurochirurgen, der seine Karriere in Israel begann. Das Paar lebte 9 Jahre lang in Israel, bis sie im Jahr 1960 in die Vereinigten Staaten emigrierten. Sie haben einen Sohn, Henry, und eine Tochter, Monica, die Herzbergers Bücher illustriert. Die Familie lebte in Monroe, Wisconsin, wo Eugene Herzberger 20 Jahre lang Medizin praktizierte. Seit 1994 lebten sie in Arizona.
Magda Herzberger verbrachte ihre Zeit damit, die Öffentlichkeit über ihre Erfahrungen und Perspektiven innerhalb des Holocaust aufzuklären. Neben der Gestaltung ihrer literarischen und musikalischen Kompositionen verbrachte sie ihre Zeit damit, über ihr Leben und ihren Glauben zu referieren.